# Xystrocera unicolor
Xystrocera unicolor es una especie de escarabajo longicornio del género Xystrocera, categorizada en la tribu Xystrocerini, de la subfamilia Cerambycinae. Fue descrita por Martins en 1980.

## Descripción
Mide 16-16,2 mm de longitud.

## Distribución
Se distribuye por Etiopía.